# كانديدا (إيطاليا)
كانديدا، (بالإنجليزية: Candida)‏، هي بلدة صغيرة و(بلدية) في مقاطعة أفيلينو، في منطقة كامبانيا بإيطاليا. تقع على قمة تل، على ارتفاع 579 مترًا (1900 قدمًا) ويبلغ عدد سكانها حوالي 1100 نسمة. يبعد 10 كم (6 ميل) عن أفيلينو.

## السكان
في سنة 1861 بلغ عدد السكان 1٬368 نسمة، وتطور العدد ليصل في سنة 2011 لـ 1٬152 نسمة.
يظهر هذا المخطط البياني تطور النمو السكاني لـ كانديدا (إيطاليا)